# Фердинанд Маріан
Фердина́нд Маріа́н (нім. Ferdinand Marian, справжнє прізвище Гашковец, нім. Haschkowetz; 14 серпня 1902, Відень, Австро-Угорщина — 7 серпня 1946, Дюрнек, нині у складі Фрайзінга, Верхня Баварія, Німеччина) — німецький актор австрійського походження.

## Біографія
Фердинанд Гашковец народився 14 серпня 1902 у Відні. Його батько, чий псевдонім він пізніше використав, був басом у Віденській народній опері, мати також була співачкою. Фердинанд відвідував реальне училище, навчався інженерній справі в «технологічному ремісничому музеї» (вищій технічній школі) у Відні, жив на випадкові заробітки. 1924 року батько влаштував його до міського театру Граца. Як характерний актор Маріан виступав потім у театрах Тріра, Аахена, Менхенгладбаха, Мюнхена, Гамбурга. 1938 року Гайнц Гілперт запросив його в Німецький театр у Берліні. З 1942 року Маріан часто бував у Празі, де він знімався в деяких поставлених там фільмах. Наприкінці 1944 року перебрався в Австрію. Після закінчення Другої світової війни мешкав в Мюнхені, потім у Фрайзінгу.
У 1933 році Фердинанд Маріан дебютував у кіно у фільмі Курта Бернгардта «Тунель» за романом Бернгарда Келлермана. 1937 року до нього прийшов великий успіх завдяки фільмам «Мадам Боварі» режисера Герхарда Лампрехта, за участю Поли Неґрі та «Хабанера» з Сарою Леандер (у 1949 році «Мадам Боварі» демонструвався в Радянському Союзі як трофей). Як правило, Маріан виступав в ролі елегантних негідників і улюбленців жінок. Зовні привабливий, внутрішньо холодний і зіпсований — відповідно до цьому кліше його використали у двох антибританських фільмах: «Лисиця з Гленарвона» (Der Fuchs von Glenarvon, 1940) — в ролі світового судді та «Дядечко Крюгер» (Ohm Krüger, 1941) — в ролі Сесіля Родса. Після Другої світової війни обидва фільми демонструвалися в СРСР як трофеї: «Лисиця з Гленарвона» в 1949 році під назвою «Відплата», «Дядечко Крюгер» — в 1948-му під назвою «Трансвааль у вогні».
Між цими двома роботами Маріан виконав ще одну роль, яка після 1945 року стала його клеймом: роль придворного радника Оппенгеймера в антисемітському фільмі «Єврей Зюсс» (Jud Süß, 1940) Файта Харлана. Зюсс Маріана був наділений винятковою негативною чарівливістю, демонізмом та сексуальністю.
У своїх мемуарах Файт Харлан детально описав драматичну сцену призначення Маріана на цю роль, що розігралася в кабінеті міністра пропаганди Йозефа Геббельса. Після цього Маріан знімався лише в далеких від політики розважальних фільмах, таких як «Романс у мінорі» (1943) Гельмута Койтнера.
Фердинанд Маріан був одружений з акторкою Марією Бик.
Маріан загинув 7 серпня 1946 року в результаті автомобільної катастрофи під Мюнхеном. Оскільки за участь у фільмі «Єврей Зюсс» після Другої світової війни він отримав заборону на професію, виникли чутки про те, що він покінчив життя самогубством.

## Фільмографія
| Рік  |   | Українська назва         | Оригінальна назва          | Роль                         |
| ---- | - | ------------------------ | -------------------------- | ---------------------------- |
| 1933 | ф | Тунель                   | Der Tunnel                 | агітатор                     |
| 1937 | ф | Голос серця              | Die Stimme des Herzens     | принц Костянтин              |
| 1937 | ф | Мадам Боварі             | Madame Bovary              | Родольф Буланжер             |
| 1937 | ф | Хабанера                 | La Habanera                | Дон Педро де Авіла           |
| 1938 | ф | Північне сяйво           | Nordlicht                  | Галвард                      |
| 1939 | ф | Четвертий не прийде      | Der vierte kommt nicht     | Генеральний директор Колман  |
| 1939 | ф | Завтра мене заарештують  | Morgen werde ich verhaftet | Хуан Перез                   |
| 1939 | ф | Твоє життя належить мені | Dein Leben gehört mir      |                              |
| 1940 | ф | Лисиця з Гленарвона      | Der Fuchs von Glenarvon    | світовий суддя Ґрандісон     |
| 1940 | ф | Від першого шлюбу        | Aus erster Ehe             | професор Вальтер Гельмердінг |
| 1940 | ф | Єврей Зюсс               | Jud Süß                    | Зюсс Оппенгеймер             |
| 1941 | ф | Дядечко Крюгер           | Ohm Krüger                 | Cecil Rhodes                 |
| 1942 | ф | Поїзд вирушає            | Ein Zug fährt ab           | Міхаель Гарден               |
| 1943 | ф | Мюнхгаузен               | Münchhausen                | граф Каліостро               |
| 1943 | ф | Романс у мінорі          | Romanze in Moll            | Міхаель                      |
| 1943 | ф | Подорож у минуле         | Reise in die Vergangenheit | Карло Ернст                  |
| 1944 | ф | Пристрасний              | In flagranti               | інженер Альфред Петерс       |
| 1945 | ф | Друзі                    | Freunde                    | Ґвідо                        |
| 1945 | ф | Ніч дванадцятьох         | Die Nacht der Zwölf        | Леопольд Ланські, агент      |
| 1945 | ф | Три комедії              | Dreimal Komödie            | професор фон Арнім           |
| 1945 | ф | Закон про кохання        | Das Gesetz der Liebe       | барон Пістолекрон            |